# ロス・トーマス (作家)
ロス·トーマス（Ross Thomas、1926年2月19日 - 1995年12月18日）は、アメリカ合衆国の作家、脚本家。
別筆名にオリバー・ブリーク。
オクラホマシティ出身。オクラホマ大学卒業後、兵役をへてジャーナリスト、編集者、政府の新聞担当広報マン等となり、ヨーロッパやアフリカに滞在する。
1966年のデビュー作『冷戦交換ゲーム』でアメリカ探偵作家クラブの最優秀処女長編賞を受賞。1984年の『女刑事の死』で同クラブの最優秀長編賞を受賞。サスペンス、スパイ小説の巨匠とされる。
1995年12月、肺癌のため死去。

## 翻訳された著作
- 『冷戦交換ゲーム』（丸本聡明訳、早川書房、世界ミステリシリーズ） 1968
- 『可愛い娘』（筒井正明,近見昌三共訳、立風書房） 1974
- 『ポークチョッパー : 悪徳選挙屋』（筒井正明訳、立風書房） 1974
- 『強盗心理学』（オリバー・ブリーク名義、尾坂力訳、立風書房） 1976
- 『恐喝 : シンガポールウインク』（筒井正明,近見昌三共訳、立風書房） 1976
- 『クラシックな殺し屋たち』（筒井正明訳、立風書房） 1976
- 『悪魔の麦』（筒井正明訳、立風書房） 1980
- 『大博奕』（志摩政美訳、立風書房） 1982
- 『女刑事の死』（藤本和子訳、早川書房、Hayakawa novels） 1986、のちハヤカワミステリアス・プレス文庫、のちハヤカワミステリ文庫
- 『五百万ドルの迷宮』（菊池光訳、早川書房、The Mysterious Press） 1988、のちハヤカワミステリアス・プレス文庫
- 『モルディダ・マン』（山本やよい訳、早川書房、ハヤカワミステリアス・プレス文庫） 1989
- 『八番目の小人』（藤本和子訳、早川書房、ハヤカワミステリアス・プレス文庫） 1989
- 『神が忘れた町』（藤本和子訳、早川書房、The Mysterious Press） 1990、のちハヤカワミステリアス・プレス文庫
- 『黄昏にマックの店で』（藤本和子訳、早川書房、The Mysterious Press） 1992、のちハヤカワミステリアス・プレス文庫
- 『獲物』（菊地よしみ訳、早川書房、The Mysterious Press） 1995
- 『欺かれた男』（菊地よしみ訳、早川書房、The Mysterious Press） 1996
- 『暗殺のジャムセッション』（真崎義博訳、早川書房、Hayakawa pocket mystery books） 2009
- 『愚者の街』（松本剛史訳、新潮社、新潮文庫） 2023
- 『狂った宴』（松本剛史訳、新潮社、新潮文庫） 2024

## 映画

### 原作・原案
- 『ブラッド・イン ブラッド・アウト』 - 1993年制作のアメリカ合衆国の映画
- 『セント・アイブス』 - 1976年制作のアメリカ合衆国の映画。「強盗心理学」が原作。

### 脚本
- 『ハメット』 - 1982年制作のアメリカ合衆国の映画
- 『バッド・カンパニー/欲望の危険な罠』 - 1994年製作のアメリカ合衆国の映画